# روي س. كرافين
روي س. كرافين (بالإنجليزية: Roy C. Craven)‏ هو أكاديمي أمريكي، ولد في 29 يوليو 1924، وتوفي في 30 مايو 1996.